# Kasuga-taisha

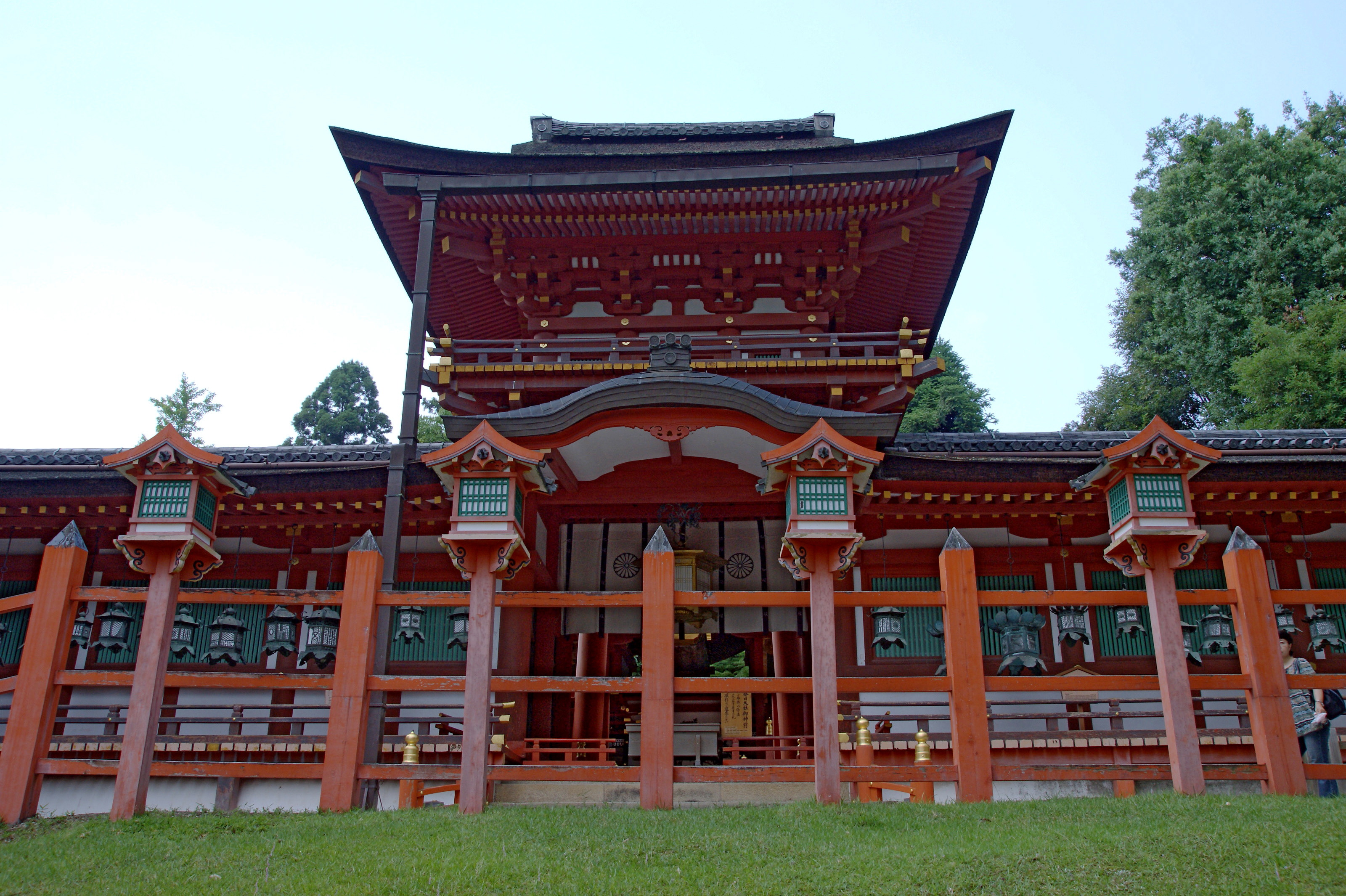

O Grande Templo de Kasuga (春日大社, Kasuga-taisha) é um templo xintoísta na cidade de Nara, na província de Nara, Japão. Fundado em 769 d.C. e reconstruído algumas vezes ao longo dos séculos, é o templo do clã Fujiwara. O interior é famoso por suas várias lanternas de bronze, bem como as muitas lanternas de pedra que levam ao templo.
O estilo arquitetônico Kasuga-zukuri leva seu nome do honden (santuário) do Templo Kasuga.
O templo de Kasuga, e a Floresta Primordial de Kasugayama perto dele, são registrados como patrimônio mundial da UNESCO como parte dos "Monumentos Históricos da Antiga Nara".
O caminho para o templo de Kasuga passa pelo Parque dos Cervos. No Parque dos Cervos, cervos conseguem caminhar livremente e acredita-se que são mensageiros sagrados dos deuses xintoístas que habitam o templo e os terrenos montanhosos da região. O Kasuga-taisha e os cervos foram apresentados em várias pinturas e obras de arte do período Nambokucho. Mais de trezentas lanternas de pedra se alinham ao caminho. O Jardim Botânico de Manyo é vizinho ao templo.

## História
O templo tornou-se objeto do mecenato imperial durante o início do período Heian.  Em 965, o Imperador Murakami decretou que os mensageiros carregassem relatos escritos de eventos importantes para o kami guardião do Japão. Esses heihaku foram inicialmente apresentados para 16 templos, incluindo o templo de Inari.
De 1871 a 1946, o Kasuga-taisha foi oficialmente nomeado um kanpei-taisha (官幣大社), o que significa que ele permaneceu como o templo mais apoiado pelo governo.

## Importância religiosa

Cervo carregando um sakaki (árvore sagrada) com os honji de cinco kamis de Kasuga (século XIII-XIV). Os cinco kamis são reunidos na deidade chamada Daimyōjin.

Os quatro principais kami consagrados no santuário são Ame no koyane, Futsunushi no mikoto e Takemikazuchi no mikoto. Embora estes sejam os seres divinos primários de Kasuga taisha, eles são frequentemente agrupados como uma divindade sincrética e combinada conhecida como Kasuga Daimyōjin. Kasuga Daimyōjin é composto por cinco seres divinos e cada um consiste em uma deidade budista e uma contraparte xintoísta kami (segundo o sistema honji suijaku). A quinta divindade, Ame-no-Oshikumone, foi adicionada muito mais tarde e é considerada a filha divina de Ame no koyane e Himegami. A importância do kami multifacetado era que ele se tornou um modelo para futuros adoradores que desejavam combinar várias divindades para orar ao mesmo tempo.
O nascimento deste santuário, segundo a lenda, começou quando o primeiro kami de Kasuga-taisha, Takemikazuchi, montou em um cervo branco até o topo do Monte Mikasa em 768. Diz-se que este kami viajou do Santuário Kashima Jingu para proteger Nara. O local do santuário recebeu o favor do governo imperial no período Heian como resultado do poder da família Fujiwara, bem como da Imperatriz Shōtoku. De 1871 a 1946, o Santuário Kasuga foi oficialmente designado como um dos Kanpei-taisha (官幣大社), o que significa que ocupava o primeiro lugar entre os santuários apoiados pelo governo.

## Festivais
Durante os festivais de Setsubun Mantoro (2-4 de fevereiro) e Obon Mantoro (14-15 de agosto), as centenas de lanternas do Kasuga-taisha são todas acenas de uma vez.
Em 13 de março, há o Kasuga Matsuri ("Festival do Macaco"), que apresenta performances de dança de gagaku e bugaku.

## Floresta Primordial de Kasugayama
A Floresta Primordial de Kasugayama é a floresta primária de cerca de 250ha perto do cume de Kasugayama (498 m), e que contém 175 tipo de árvores, 60 tipos de pássaros e 1 180 espécies de insetos.
Na area vizinha ao Kasuga-taisha, a caça e a extração de madeira foram proibidas desde 841 d.C. e como o Kasugayama tem sido sido vinculado à adoração do Kasuga-taisha, ele é considerado uma colina sasgrada. As aparências dos prédios do Kasuga-taisha com a floresta como um pano de fundo mostraram-se um cenário inalterado desde o período Nara.

## Imagens

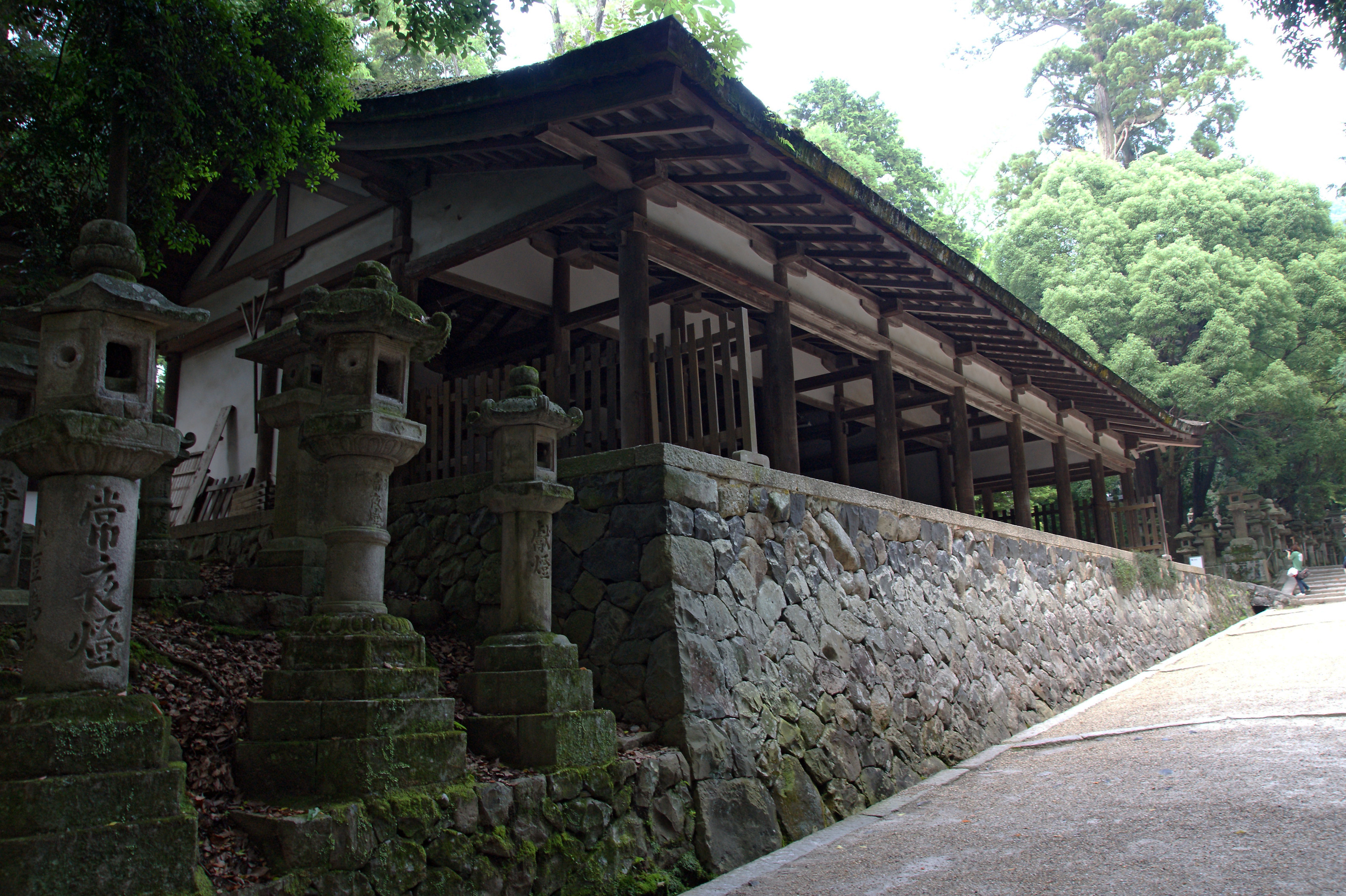
Chakutoden
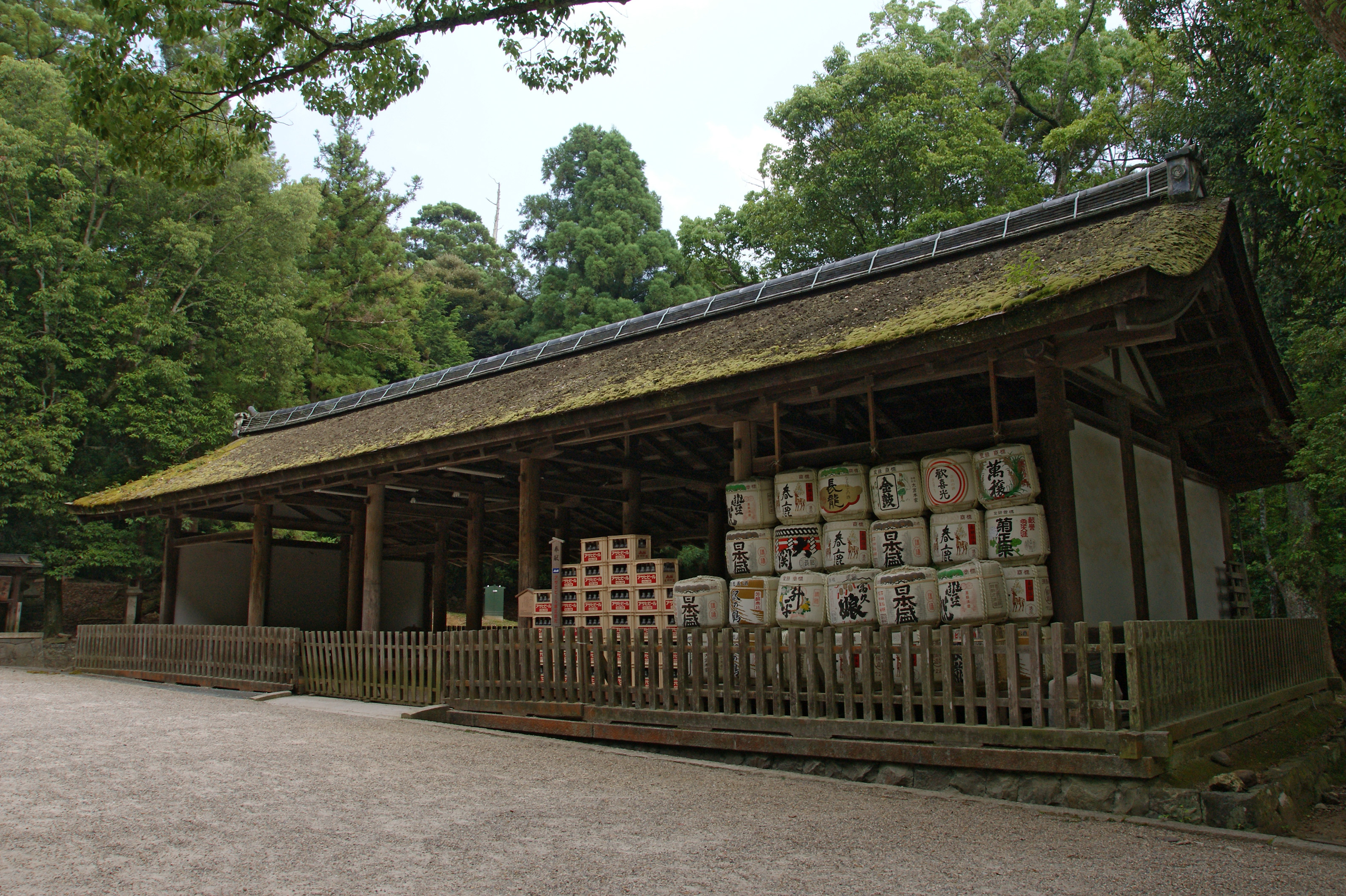
Kurumayadori
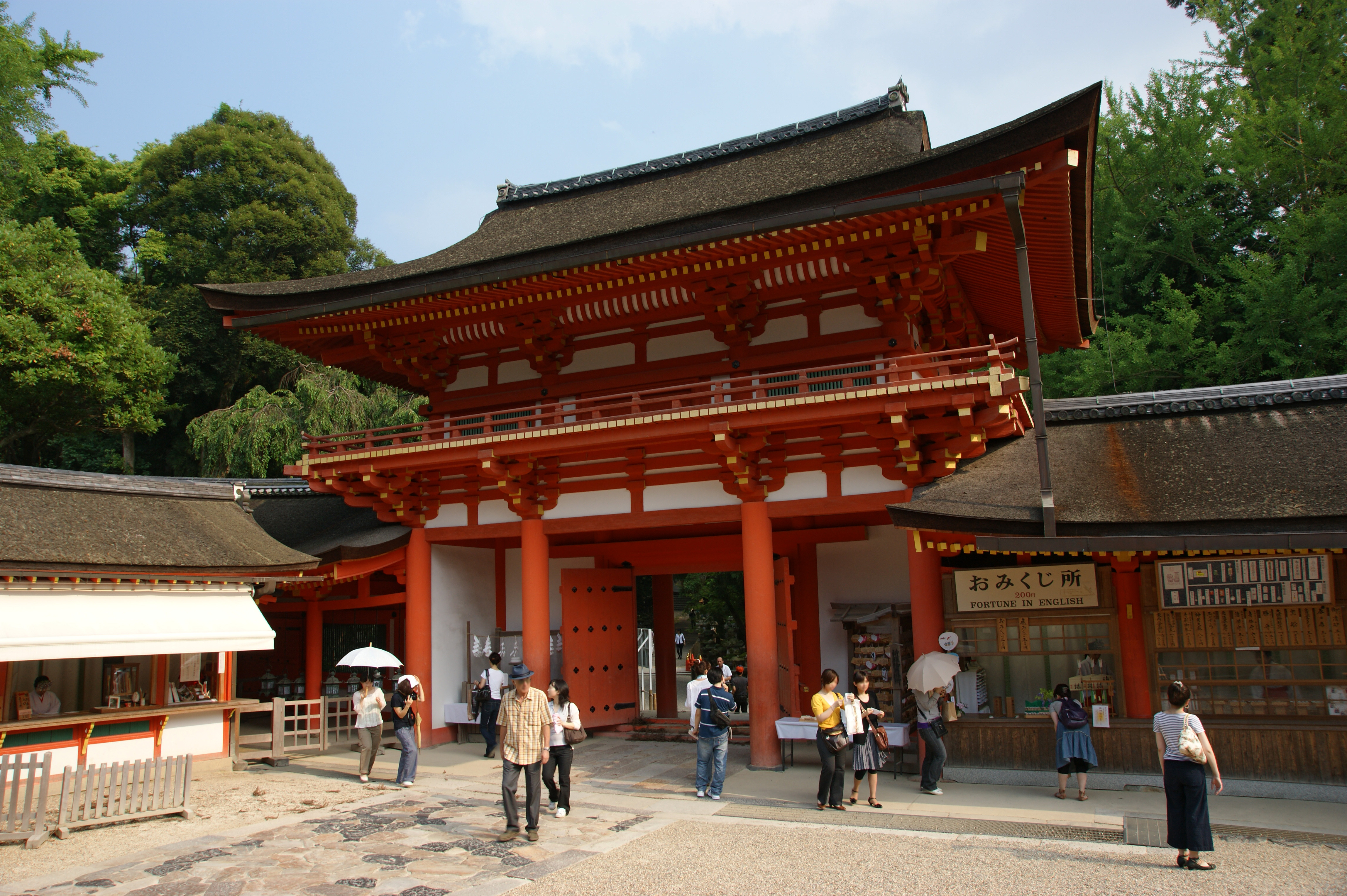
Minamimon
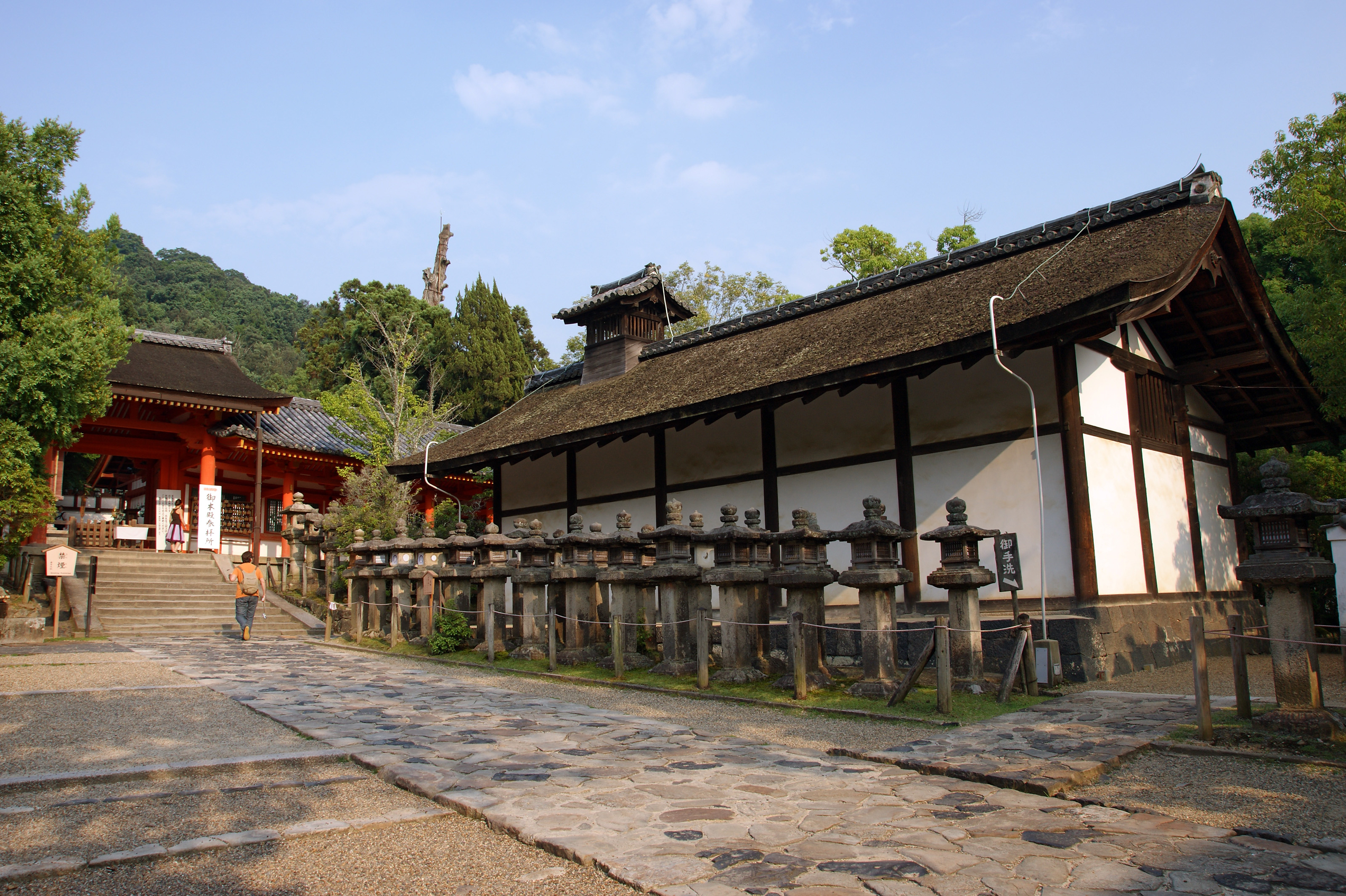
Sakadono
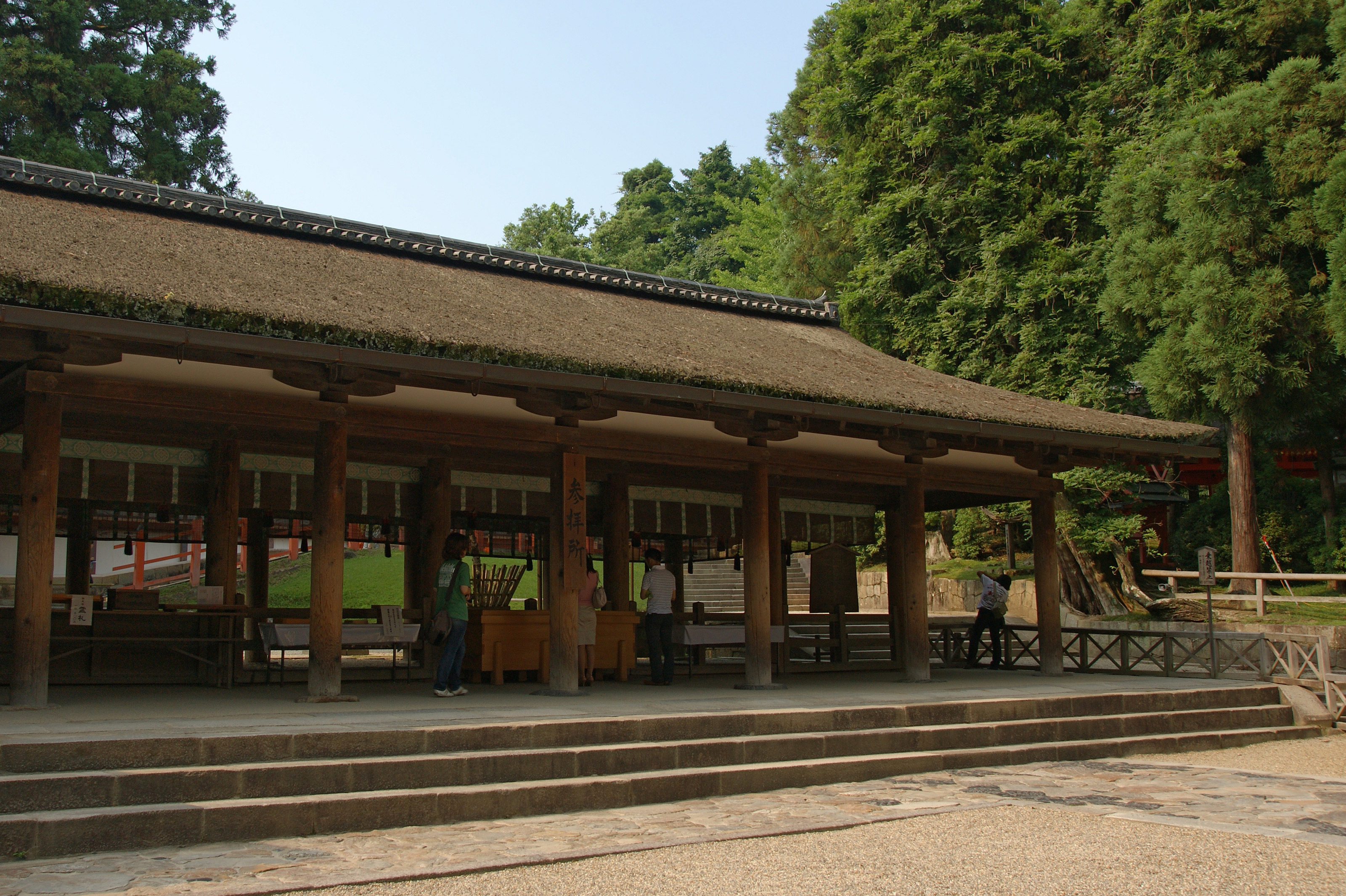
Heiden, Buden
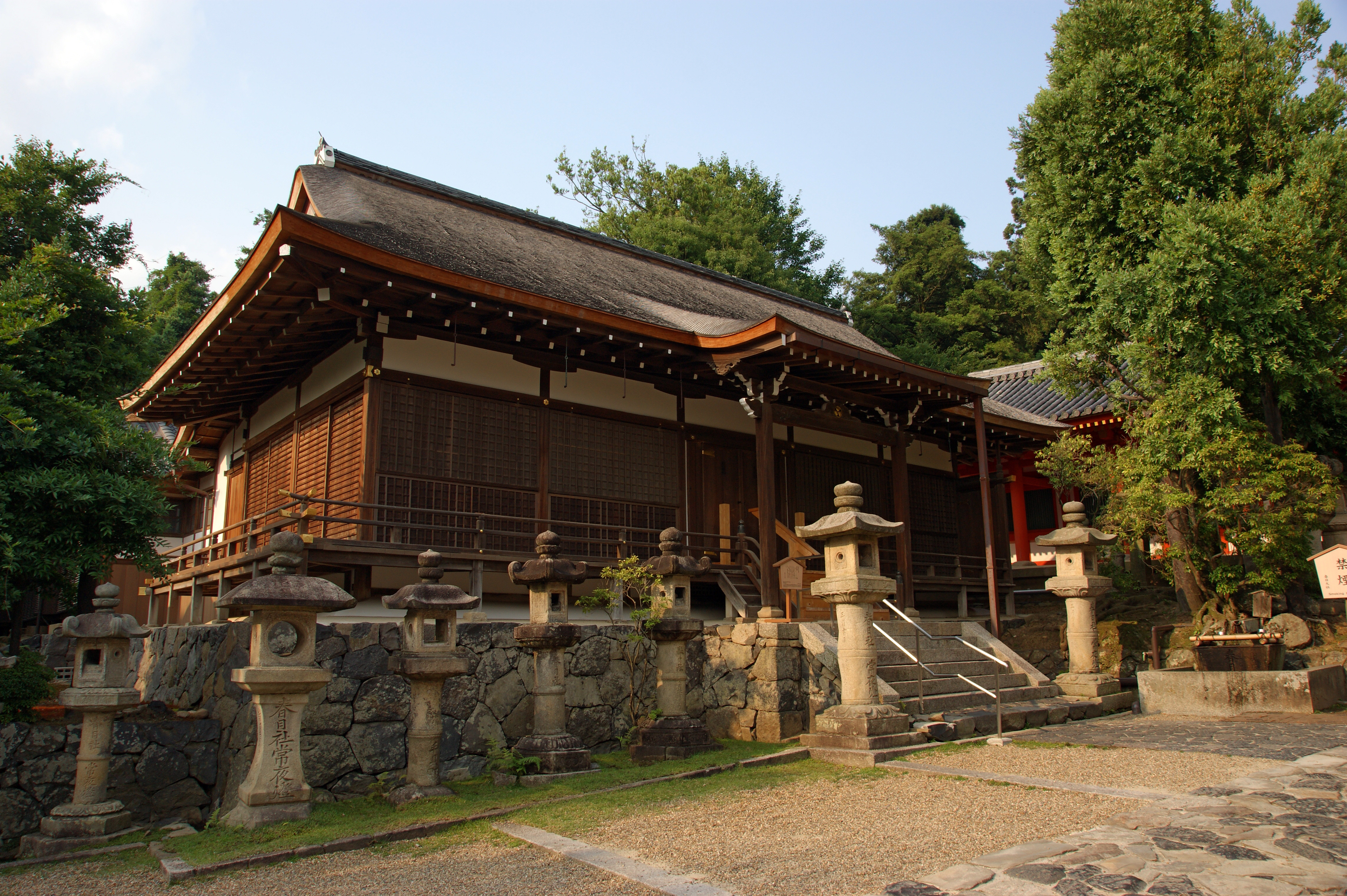
Keishoden
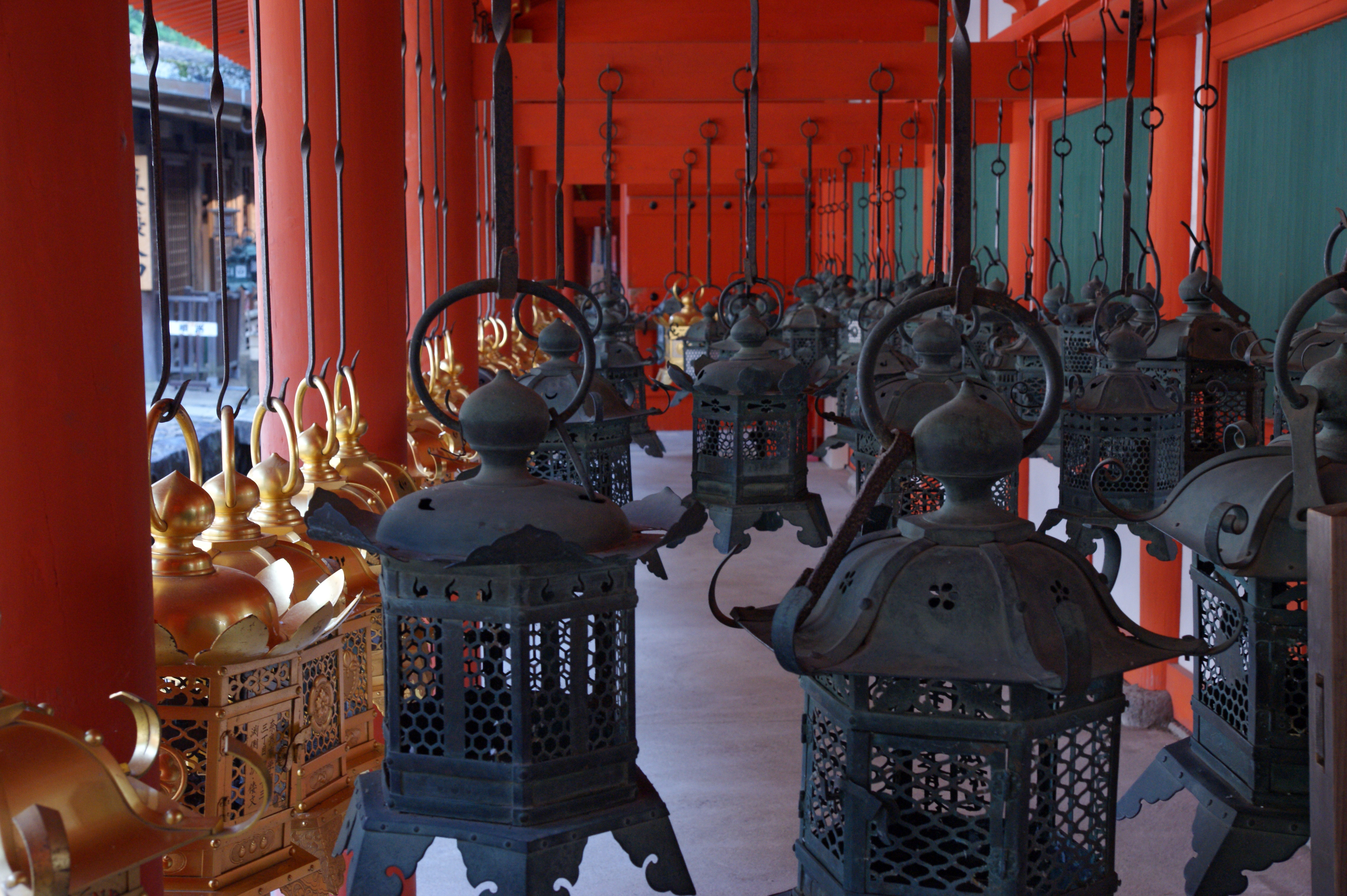
Lanternas
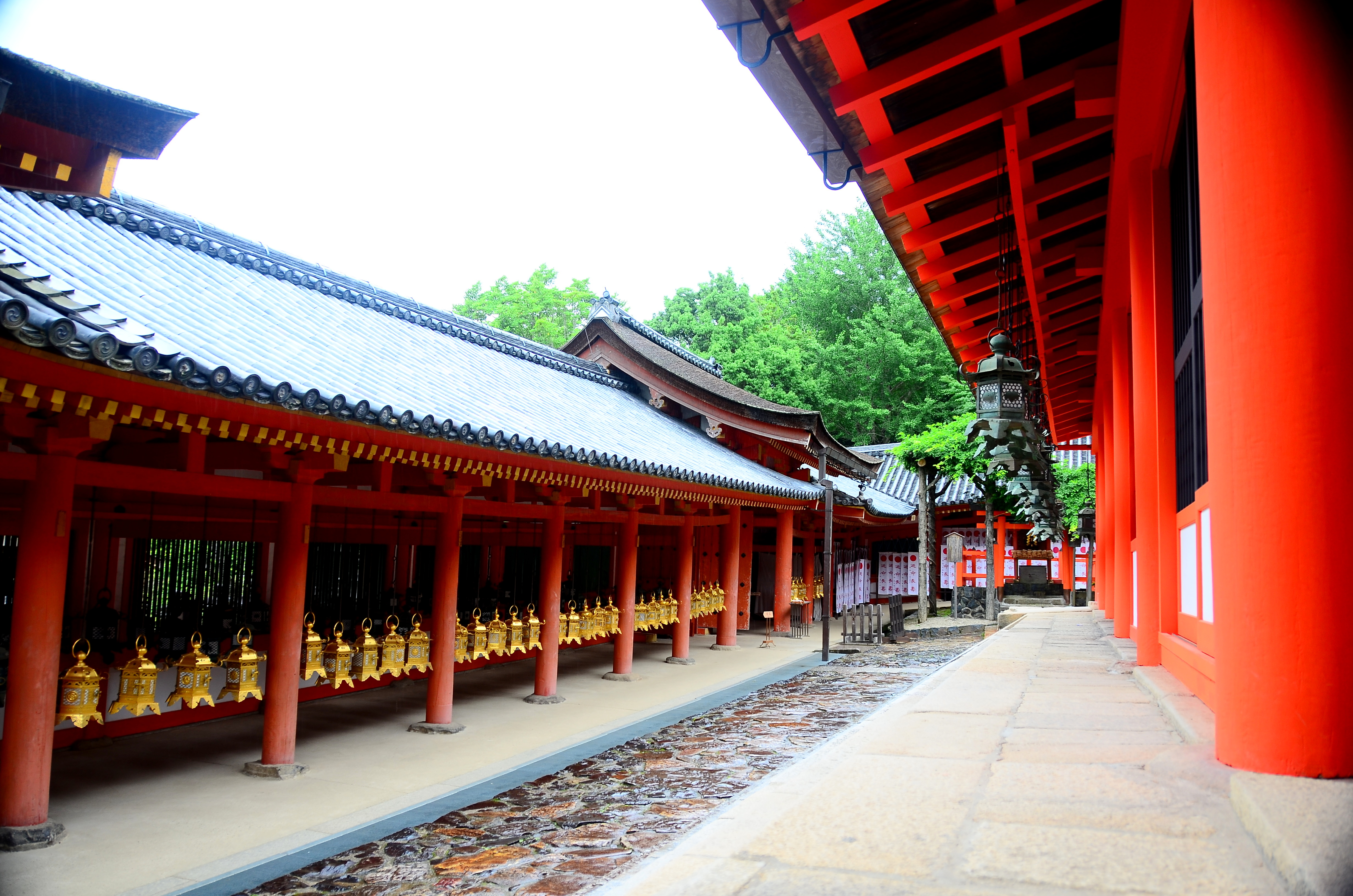
Corredores no complexo do templo
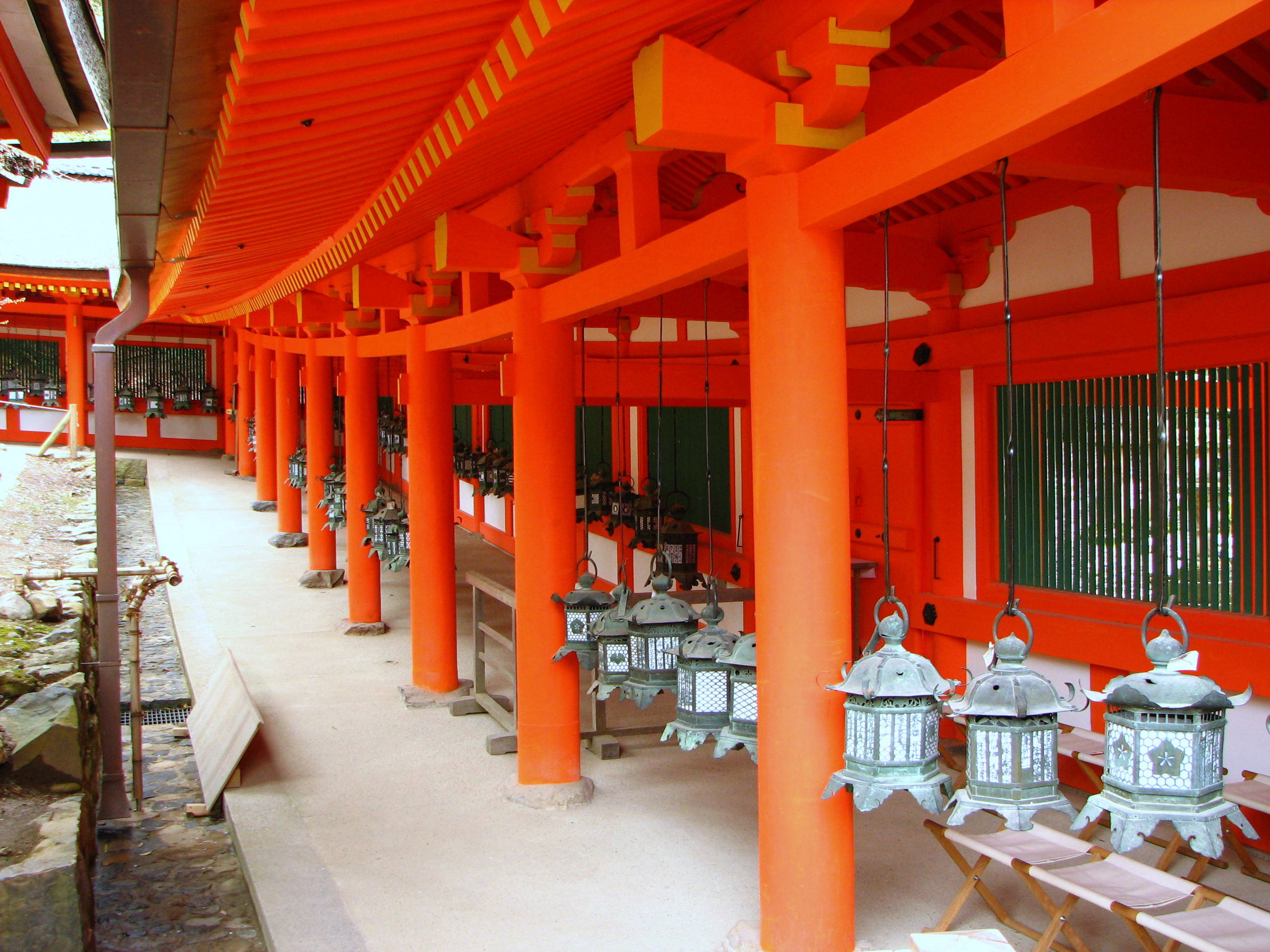
Lanternas
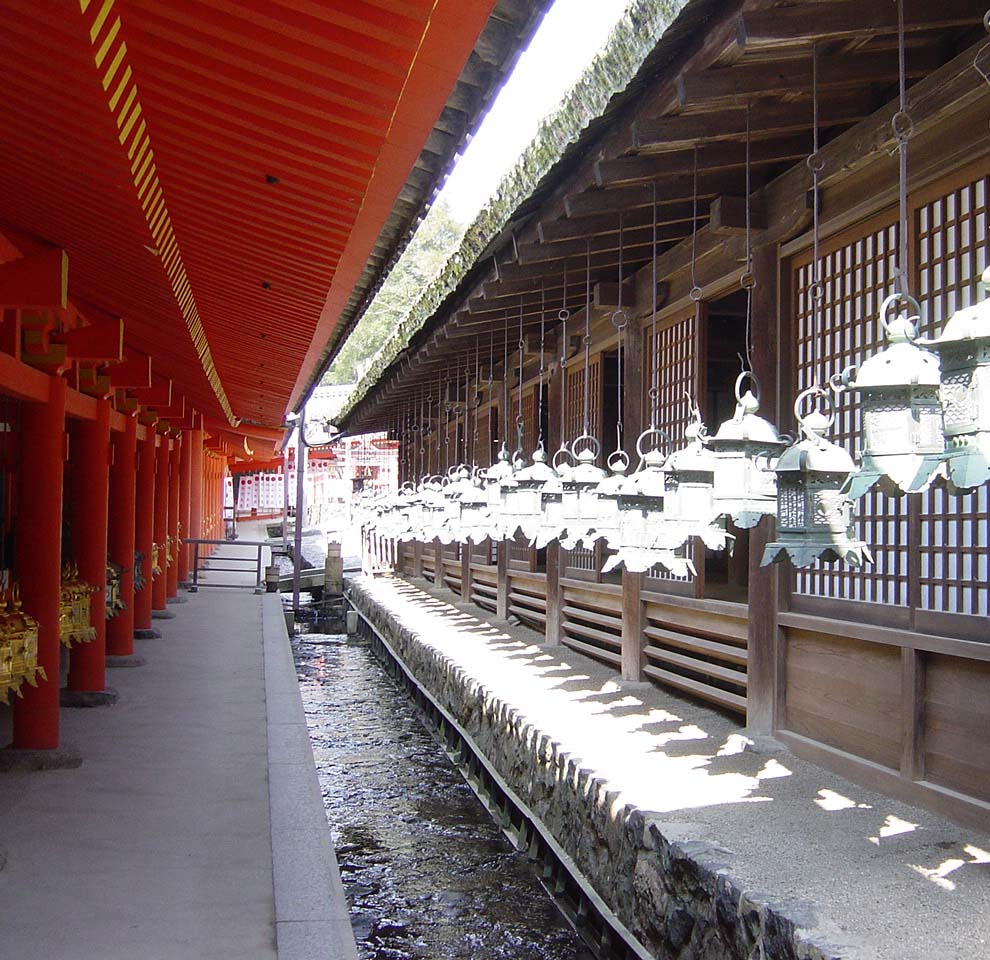
Lanternas de bronze
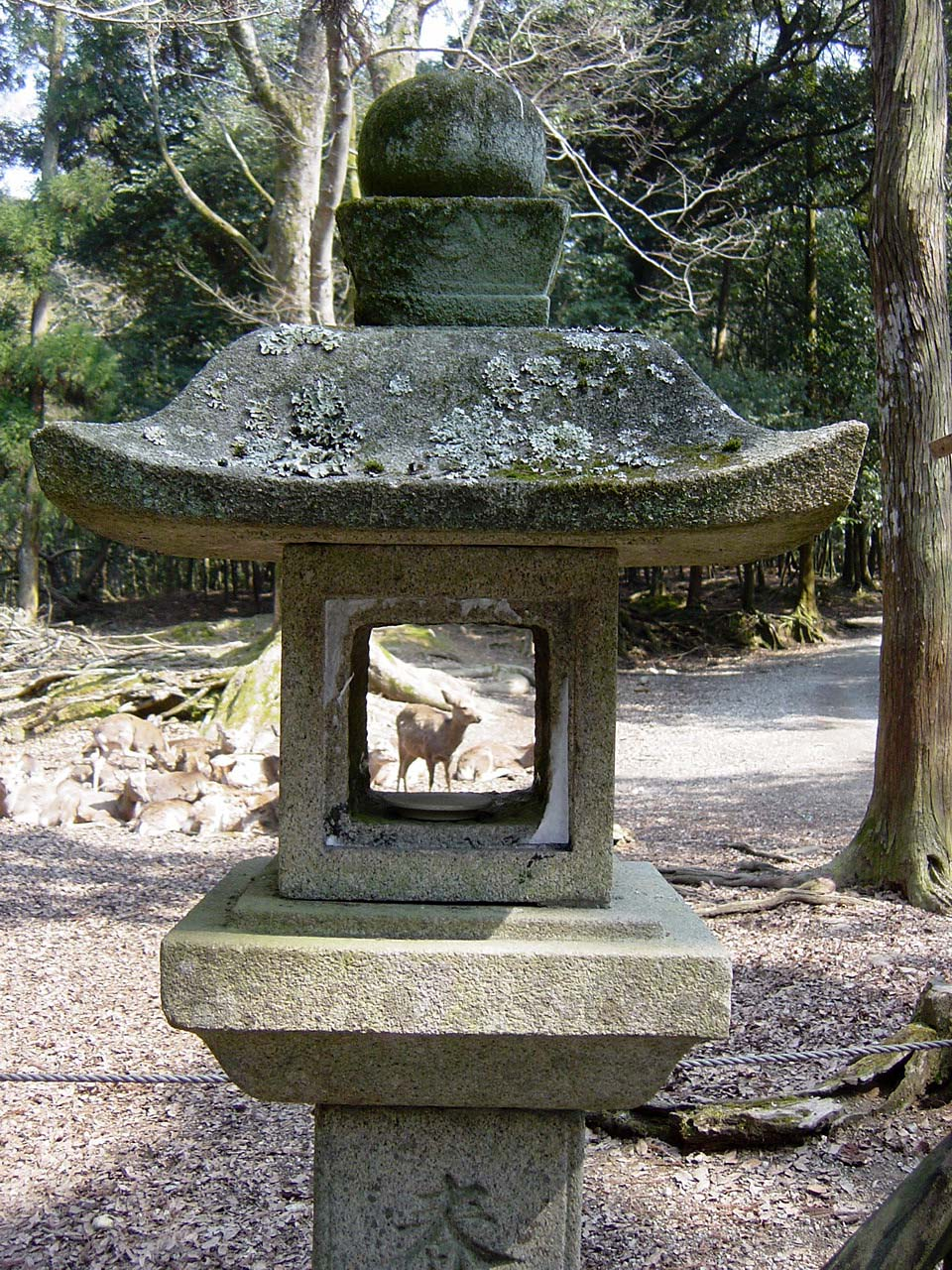
Lanterna de pedra que leva ao santuário emoldurando um cervo do Parque de Nara
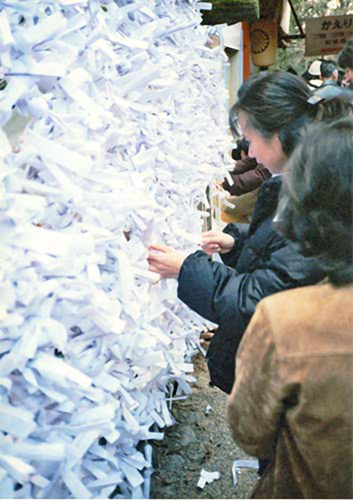
Omikuji no Kasuga-taisha
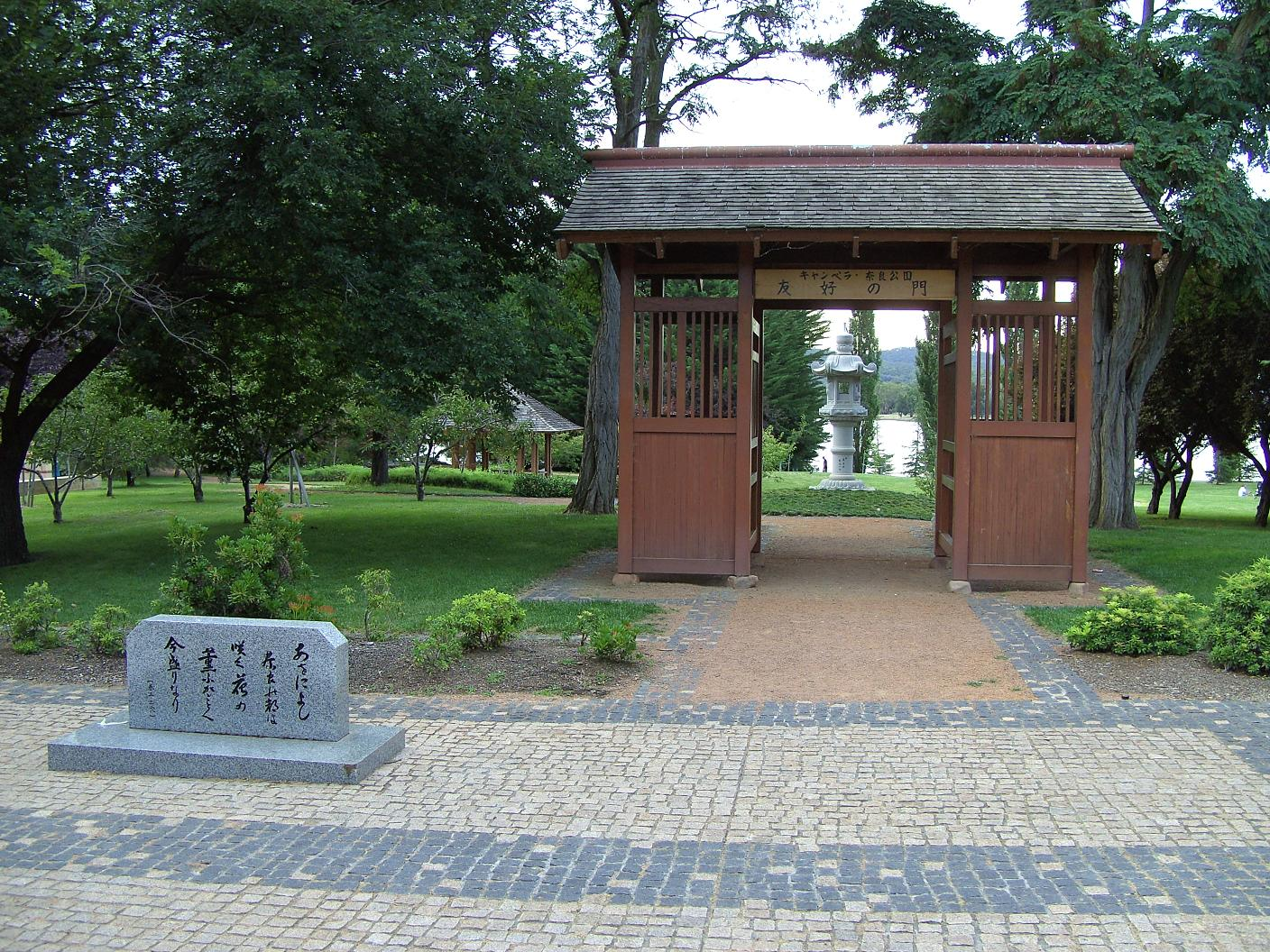
Lanterna de pedra de Kasuga apresentado em 1997 para a cidade-irmã de Nara, Camberra
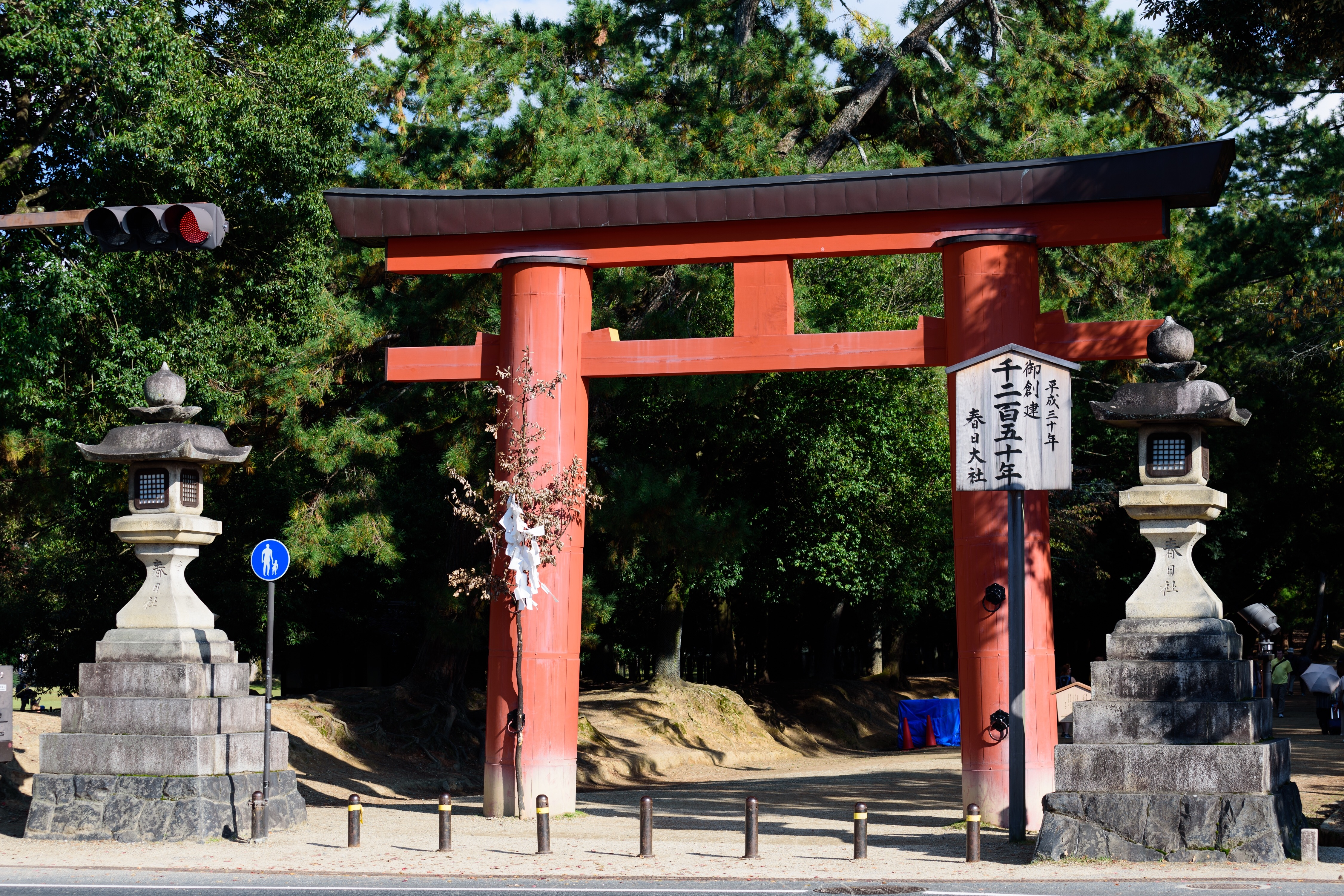
Ichi-no-Torii
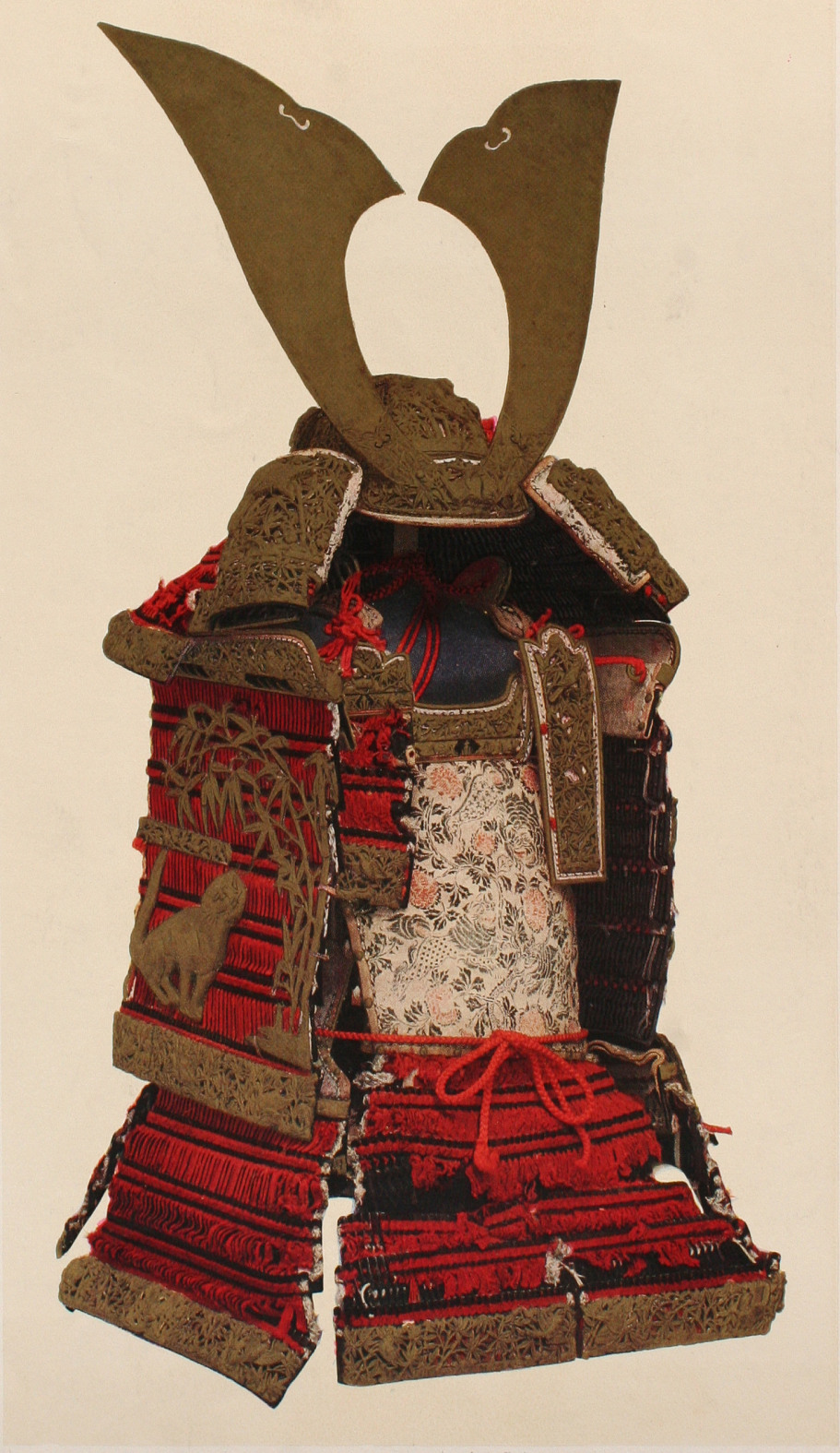
Armadura atada com cordas vermelhas com motivos de bambu, tigre e pardal; inclui o capacete; fala-se que foi dedicado a Minamoto no Yoshitune; uma de duas armaduras similares no Kasuga-taisha, 1185, período Kamakura